# Torneo de Shenzhen 2018
El ATP Shenzhen Open 2018 fue un torneo de tenis perteneciente al ATP Tour 2018 en la categoría ATP World Tour 250. El torneo tuvo lugar en la ciudad de Shenzhen (China) desde el 24 hasta el 30 de septiembre de 2018 sobre canchas duras.

## Distribución de puntos
| Modalidad            | Campeón | Finalista | Semifinales | Cuartos de final | 2ª ronda | 1ª ronda | Clasificados | 2ª ronda de clasificación | 1ª ronda de clasificación |
| Individual masculino | 250     | 165       | 100         | 50               | 25       | 0        | 13           | 7                         | 0                         |
| Dobles masculino     | 250     | 150       | 90          | 45               | 20       | 0        | -            | -                         | -                         |

## Cabezas de serie

### Individuales masculino
| Tenista            | Ranking | Preclasificado |
| David Goffin       | 11      | 1              |
| Stefanos Tsitsipas | 15      | 2              |
| Borna Ćorić        | 18      | 3              |
| Damir Džumhur      | 28      | 4              |
| Fernando Verdasco  | 29      | 5              |
| Denis Shapovalov   | 34      | 6              |
| Álex de Miñaur     | 38      | 7              |
| Andreas Seppi      | 47      | 8              |

- Ranking del 17 de septiembre de 2018.[2]

### Dobles masculino
| Tenista                       | Ranking | Preclasificados |
| Ben McLachlan Joe Salisbury   | 63      | 1               |
| Marcus Daniell Wesley Koolhof | 87      | 2               |
| Roman Jebavý Andrés Molteni   | 97      | 3               |
| Robert Lindstedt Rajeev Ram   | 98      | 4               |

## Campeones

### Individual masculino
Yoshihito Nishioka venció a  Pierre-Hugues Herbert por 7-5, 2-6, 6-4

### Dobles masculino
Ben McLachlan /  Joe Salisbury vencieron a  Robert Lindstedt /  Rajeev Ram por 7-6(7-5), 7-6(7-4)